# Farní sbor Českobratrské církve evangelické v Libčicích nad Vltavou
Farní sbor Českobratrské církve evangelické, seniorátu pražského, jeden z jeho mimopražských sborů. Od roku 2017 je spravován farářem Tomášem Cejpem. Laickým představitelem sboru je kurátor Jaroslav Šaroch. Podle údajů portálu Evangnet konal sbor služby boží v sídle sboru pravidelně každou neděli v 9:00 h., 3. neděli v měsíci v 10:30 v klubovně spolku Roztoč v Roztokách. V roce 2012 vykazoval asi 150 členů. 

Roku 2022 je situace následující: kazatelská stanice v Kralupech slaví bohoslužby druhou a čtvrtou neděli v měsíci v 10:15. Členů sboru je celkově 136.

## Historie
Sbor vznikl roku 1833 jako filiální sbor evangelické církve H. V. Samostatným se stal roku 1899. Od spojení evangelických církví augsburského vyznání a helvétského vyznání součástí Českobratrské církve evangelické.